# Emanuel Rádl

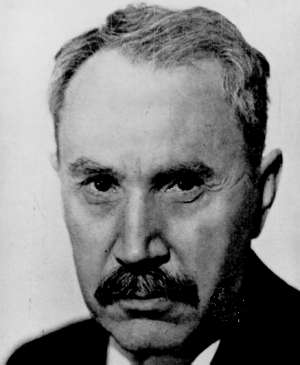
Emanuel Rádl

Emanuel Rádl (* 21. Dezember 1873 in Pyšely, Böhmen; † 12. Mai 1942 in Prag) war ein tschechischer Biologe, Wissenschaftshistoriker, Philosoph und Hochschullehrer.

## Leben
Rádl besuchte das Gymnasium in Domažlice, wo Antonín Škoda zu seinen Lehrern gehörte. Nach dem Abitur verbrachte er zwei Jahre als Novize in den Augustinerklöstern in Domažlice, Vrchlabí und St. Thomas in Prag. Nach diesen zwei Jahren verließ er die Klöster und brach mit der Römisch-katholischen Kirche. Rádl studierte Naturwissenschaften an der Karls-Universität in Prag. Er promovierte 1899. Von 1899 bis 1904 arbeitete er als Gymnasiallehrer in Pilsen, Pardubice und Prag.
1904 habilitierte er sich über Physiologie der Sinnesorgane von Tieren und die Geschichte biologischer Theorien und wurde Dozent in Prag. 1919 wurde er ordentlicher Professor für Naturphilosophie und Geschichte der Naturwissenschaften an der Philosophischen Fakultät der Karls-Universität in Prag.
Er forschte zunächst auf dem Gebiet der Biologie und Physiologie.
Dann wandte er sich mehr der Naturphilosophie zu und beschäftigte sich schließlich hauptsächlich mit philosophischen Problemen.
Den Untersuchungen von Hans Driesch folgend, verfolgte er den Ansatz des Neovitalismus in der Biologie. Rádl war Anhänger Tomáš Garrigue Masaryks.
1920 gründete er zusammen mit Zdeněk Nejedlý den Realistischen Klub und gab dessen Zeitschrift „Realistická stráž“ (Realistischer Wachtposten) heraus.
Rádl kritisierte die nationalistischen Tendenzen nach dem Ende des Ersten Weltkrieges.
Er schloss sich der Linken an, warf dieser jedoch ebenfalls irrationalen Patriotismus vor.
Während Nejedlý sich den Kommunisten anschloss, trat Rádl der sozialdemokratischen Partei bei.
Nachdem 1922 Rádl von einer Weltreise zurückgekehrt war, wandte er sich dem Christentum zu und schloss sich der Evangelischen Kirche der Böhmischen Brüder an.
Er anerkannte die Theologie als Geisteswissenschaft. In der Offenbarung suchte er Bestätigung für wissenschaftliche und philosophische Wahrheiten. Dies brachte ihn wiederum zur Interpretation der Ansichten Masaryks über den religiösen Sinn der böhmischen Geschichte.
In seiner zweibändigen Geschichte der Philosophie verarbeitete er diese religiösen Anschauungen.
1934 war Rádl Vorsitzender der internationalen philosophischen Tagung in Prag.
Mitte der 1930er Jahre litt Rádl an einer schweren langwierigen Krankheit, die ihn völlig an der öffentlichen Tätigkeit hinderte.
In dieser Zeit entstand sein Werk Útěcha z filosofie (Trost in der Philosophie).

## Mitgliedschaften und Zusammenarbeit
Rádl arbeitete mit dem YMCA zusammen, der eine Reihe seiner Vorträge veröffentlichte.
Zusammen mit Josef Hromádka leitete er 1927 die  philosophisch-theologische christliche Zeitschrift Christliche Revue.
Rádl war einer der Gründer der Tschechoslowakischen Liga für Menschenrechte und deren erster Vorsitzender.

## Ehrungen
In seiner Heimatstadt Pyšely ist eine Straße nach Rádl benannt.
1992 wurde Rádl postum der Tomáš-Garrigue-Masaryk-Orden 2. Klasse verliehen.

### Veröffentlichungen (Auswahl)
- O morfologickém významu dvojitých očí u členovců (Die morphologische Bedeutung der Doppelaugen bei Gliedertieren), 1901
- Geschichte der biologischen Theorien in der Neuzeit, Band 1, Seit Dem Ende Des Siebzehnten Jahrhunderts, Kessinger Publishing, 2010, Band 1, ISBN 978-1168584397, Nachdruck von 1905, Inhaltsverzeichnis online als pdf
- Die tschechische Biologie, Čechische revue (ČR) 1907
- Geschichte der biologischen Theorien in der Neuzeit, Band 2, in Der Biologie Des XIX Jahrhunderts, Kessinger Publishing, 2010, Band 2, ISBN 978-1168627155, Nachdruck von 1909, Inhaltsverzeichnis online als pdf, gesamtes Buch, teilweiser Download als pdf möglich, 24,5 MB
- Ziele und Wege der čechischen Naturwissenschaft, ČR 1911
- Úvahy vědecké a filosofické (Wissenschaftliche und philosophische Erwägungen), 1914
- Zur Geschichte der Biologie von Linné bis Darwin, Kultur der Gegenwart, 1915
- F. X. Šaldova filosofie (F. X. Šaldas Philosophie), 1918
- Rassové theorie a národ (Rassentheorien und Nation), 1918
- Romantická věda (Die romantische Wissenschaft), 1918
- T. G. Masaryk, 1918
- Demokracie a věda (Demokratie und Wissenschaft), 1919
- Národ a stát (Nation und Staat), 1921
- Náboženství a politika (Religion und Politik), 1921
- La question religieuse (Die religiöse Frage), 1922
- Untersuchungen über den Phototropismus der Tiere, BiblioBazaar, 2009, ISBN 978-1103103683, Nachdruck von 1923
- Západ a východ (Westen und Osten), 1925
- Křesťanství po válce ve světě a u nás (Das Christentum nach dem Krieg bei uns und in der Welt), 1925
- O smysl našich dějin (Über den Sinn unserer Geschichte), 1925
- Moderní věda (Die moderne Wissenschaft), 1926
- Der Kampf zwischen Tschechen und Deutschen (Válka Čechů s Němci), Verlagsbuchhandlung Sabat, 2017, ISBN 978-3943506457, zuerst erschienen: Reichenberg, Böhmen, Stiepel, 1928, Inhaltsverzeichnis online als pdf
- Krise inteligence (Die Krise der Intelligenz), 1928
- Soziologische Analyse der Nationalitätenzählung der Tschechoslowakei, Leipzig 1929
- Národnost jako vědecký problém (Nationalität als wissenschaftliches Problem), 1929, Prag, O. Girgal
- Die philosophische Revolution, Bonn 1930
- Dějiny filosofie (Geschichte der Philosophie), 2 Bände, 1932–1933
- O německé revoluci (Über die deutsche Revolution), 1933
- O ženském hnutí (Über die Frauenbewegung), 1933, Prag, Čin
- Zur politischen Ideologie der Sudetendeutschen, 1935
- Útěcha z filosofie (Trost in der Philosophie), 1946